# Roménia no Festival Eurovisão da Canção
A Roménia participou 23 vezes do Festival Eurovisão da Canção, desde a sua estreia, em 1994. A Roménia já tinha tentado participar na edição anterior, mas ficou em último lugar na pré-seleção Kvalifikacija za Millstreet.
Em 2002, a Roménia alcançou o top 10 pela primeira vez. Pouco tempo depois chegou ao top 3, com dois terceiros lugares: em 2005, com Luminiţa Anghel & Sistem, e em 2010, com Paula Seling e Ovidiu Cernăuţeanu.
Desde a introdução das semifinais, em 2004, a Roménia foi presença assídua nas finais até 2018, quando, pela primeira vez, não superou a qualificação. Em 2016, a União Europeia de Radiodifusão (UER) suspendeu a Televiziunea Română (TVR) de todos os serviços da UER devido à falta de pagamento das dívidas, impossibilitando a sua participação no concurso.

## Galeria

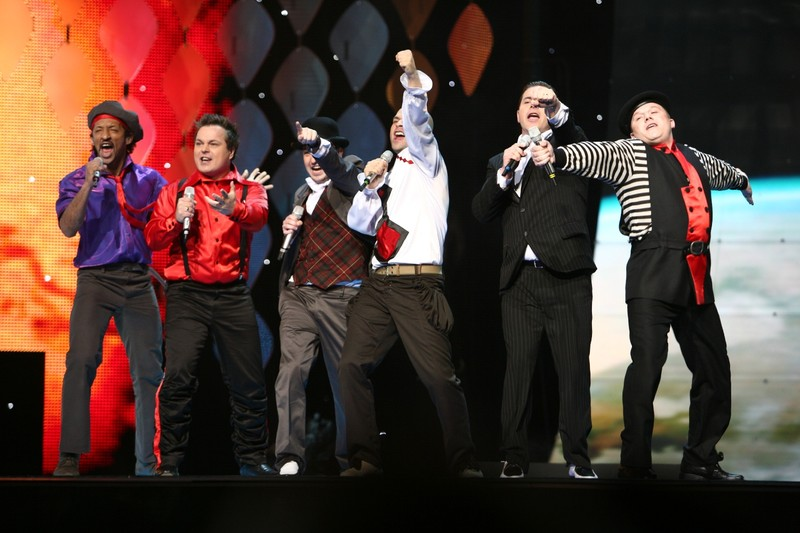
Todomondo em Helsínquia (2007)
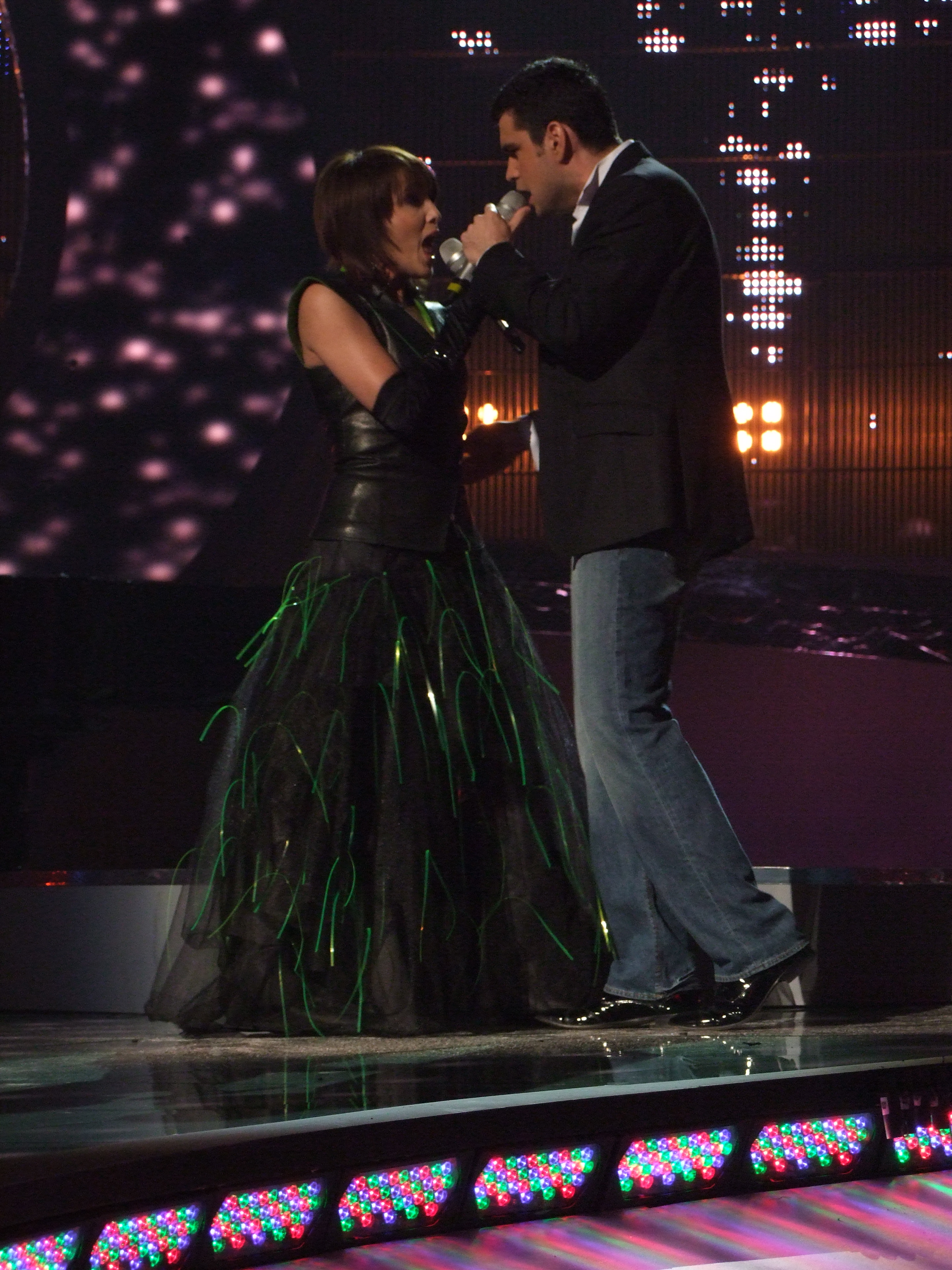
Nico & Vlad em Belgrado (2008)
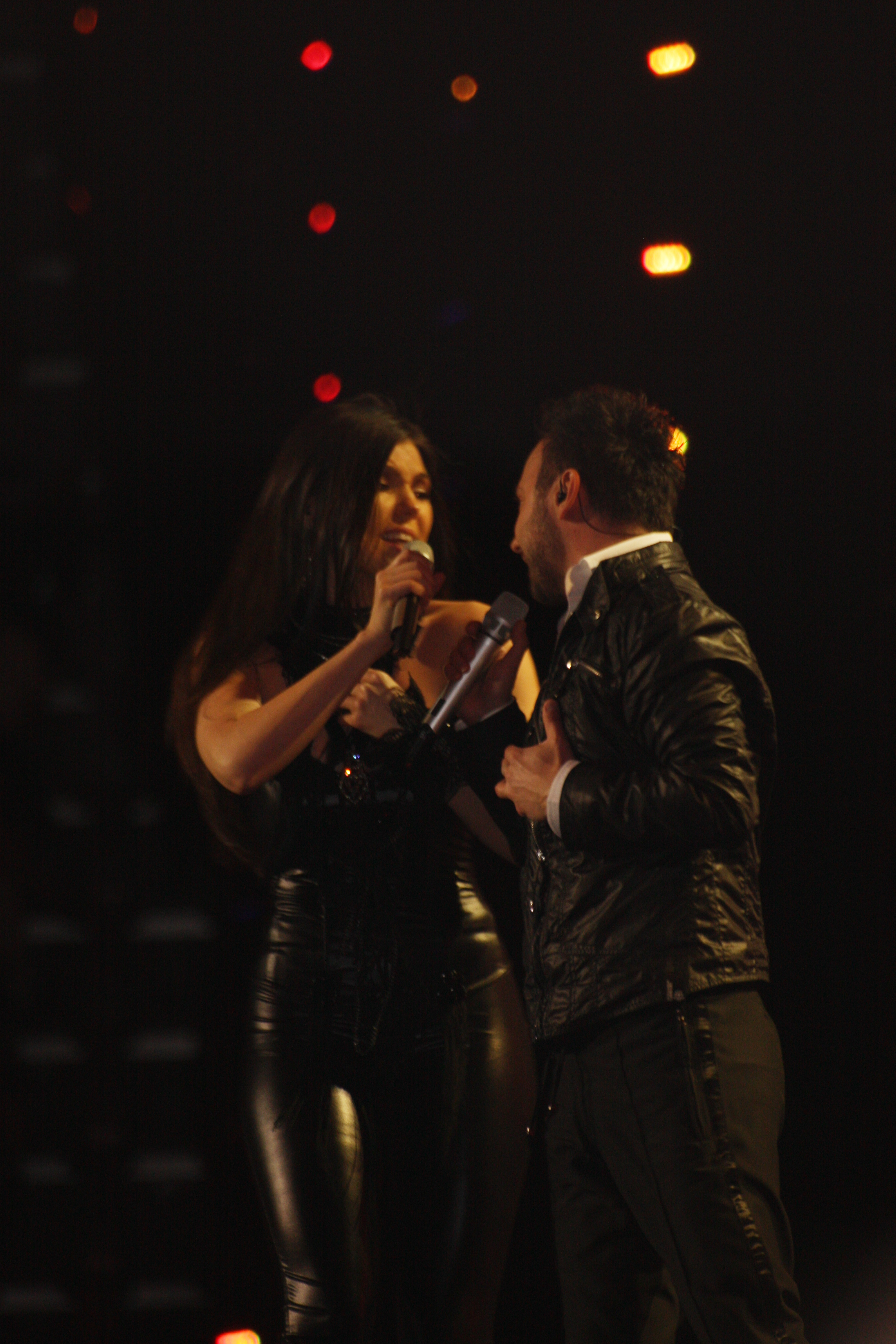
Paula Seling & Ovi em Oslo (2010)
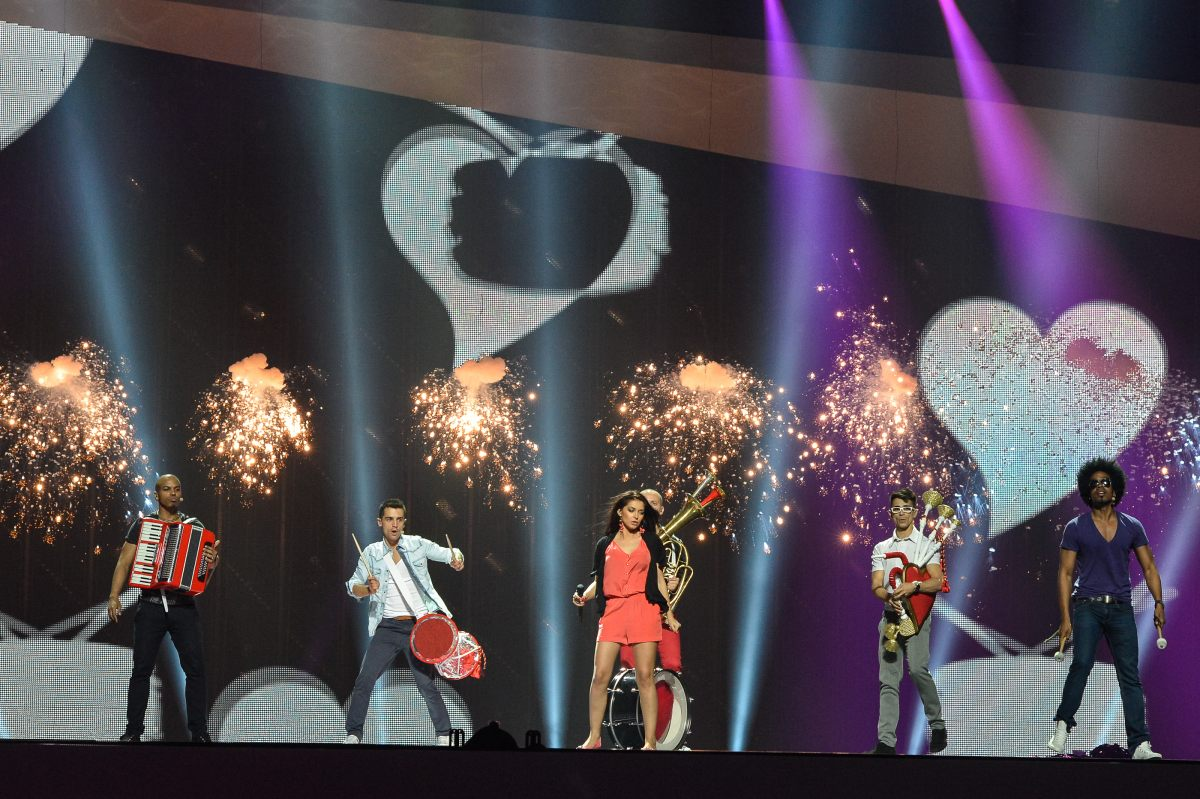
Mandinga em Baku (2012)
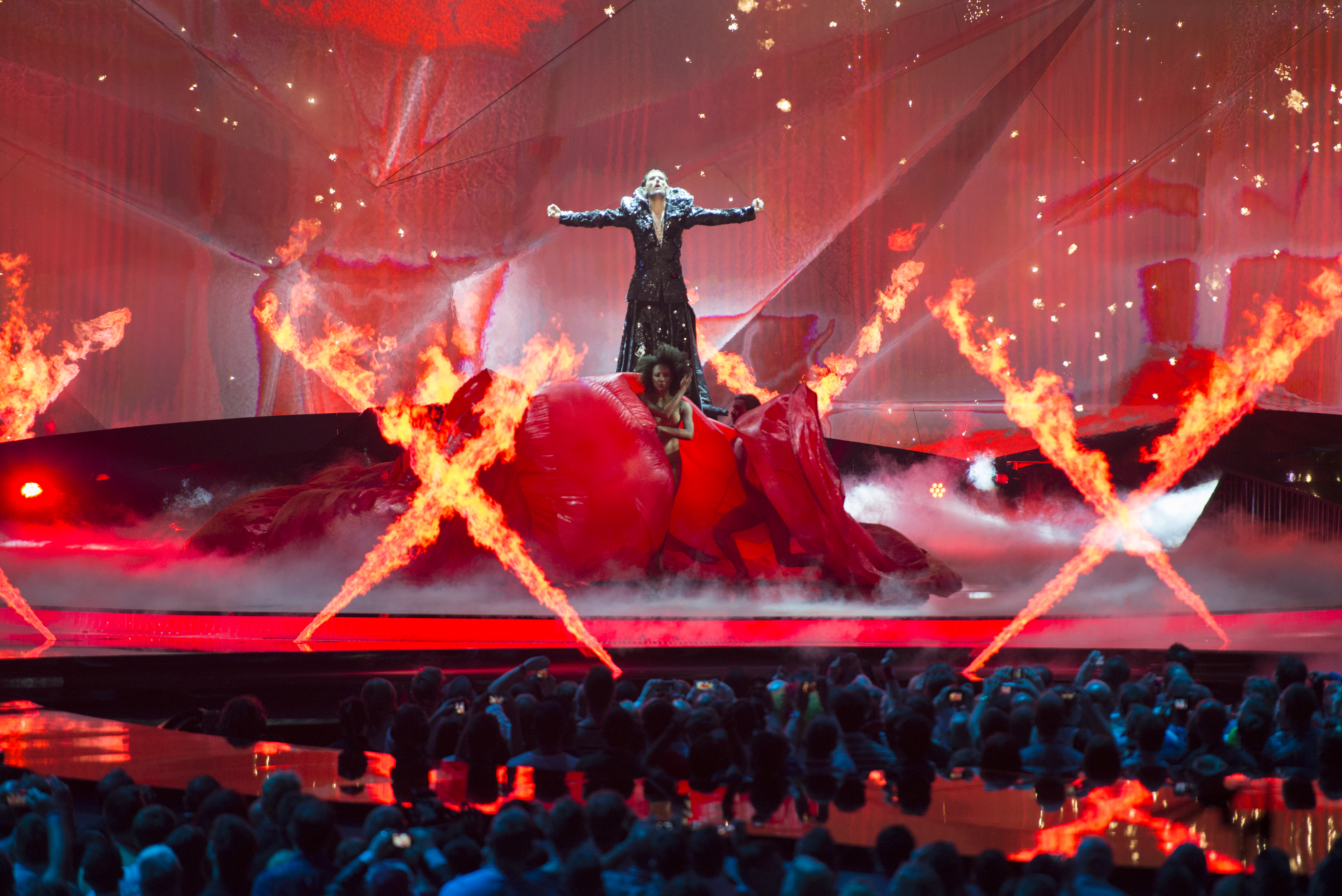
Cezar em Malmö (2013)
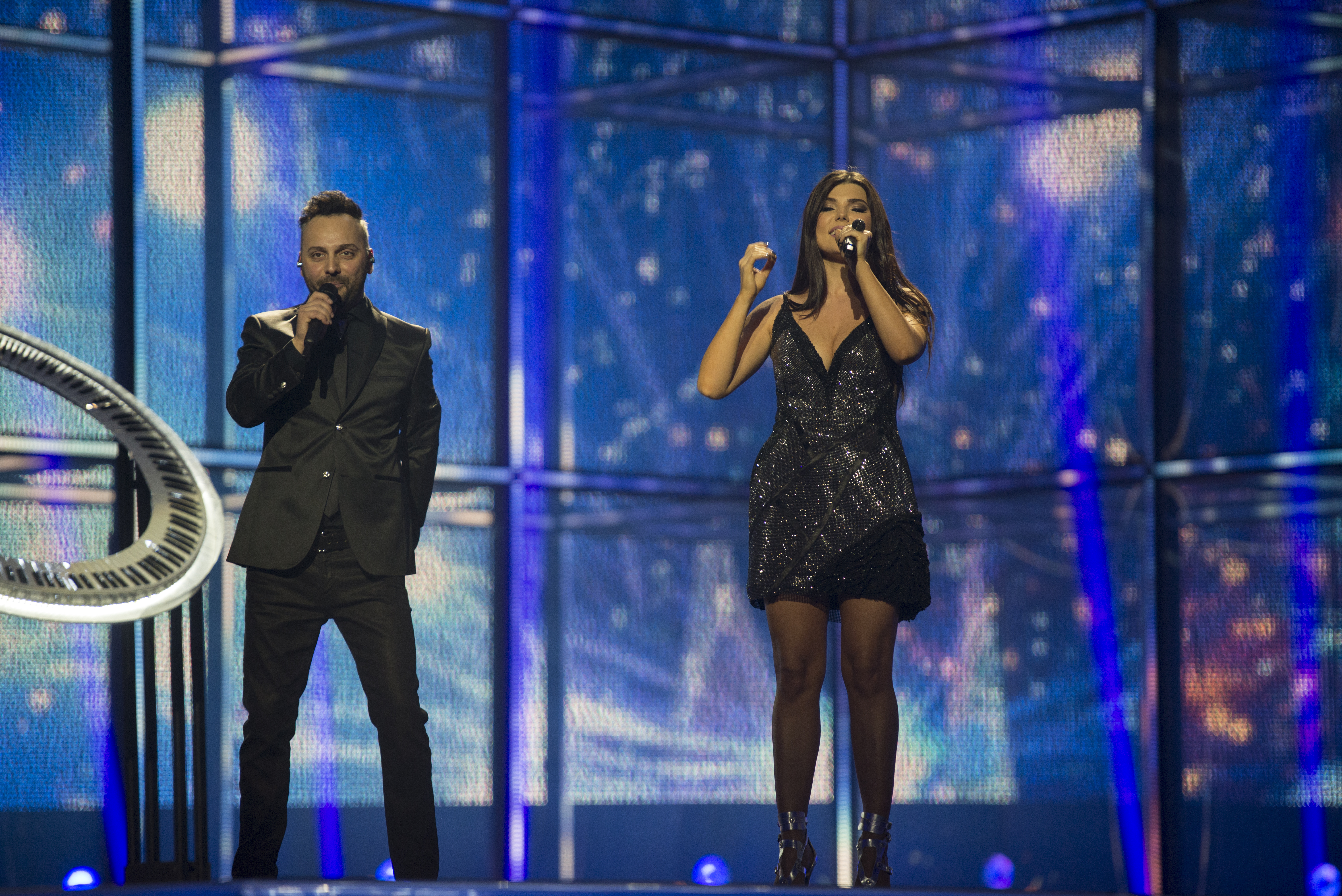
Paula Seling & Ovi em Copenhaga (2014)
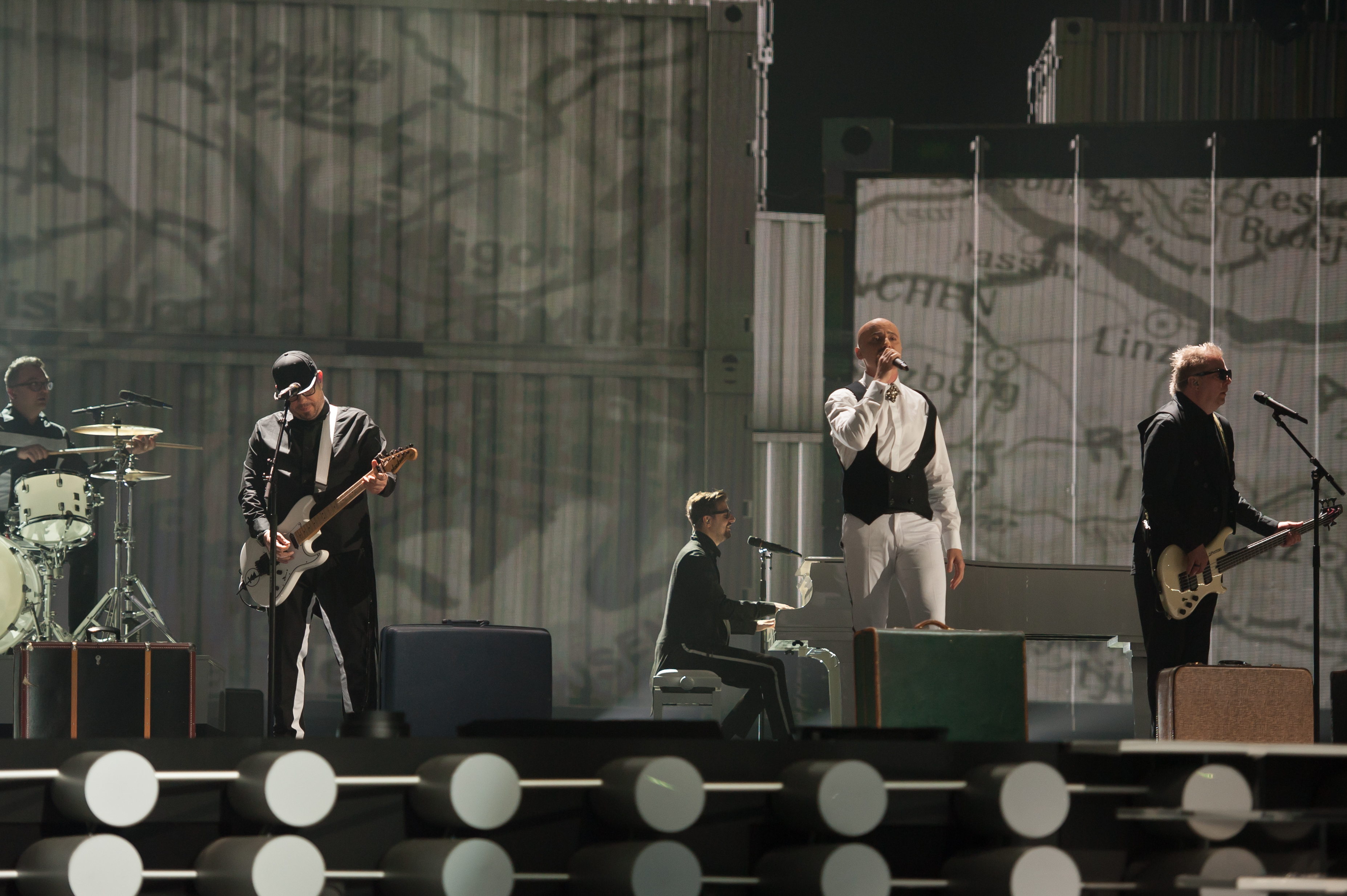
Voltaj em Viena (2015)
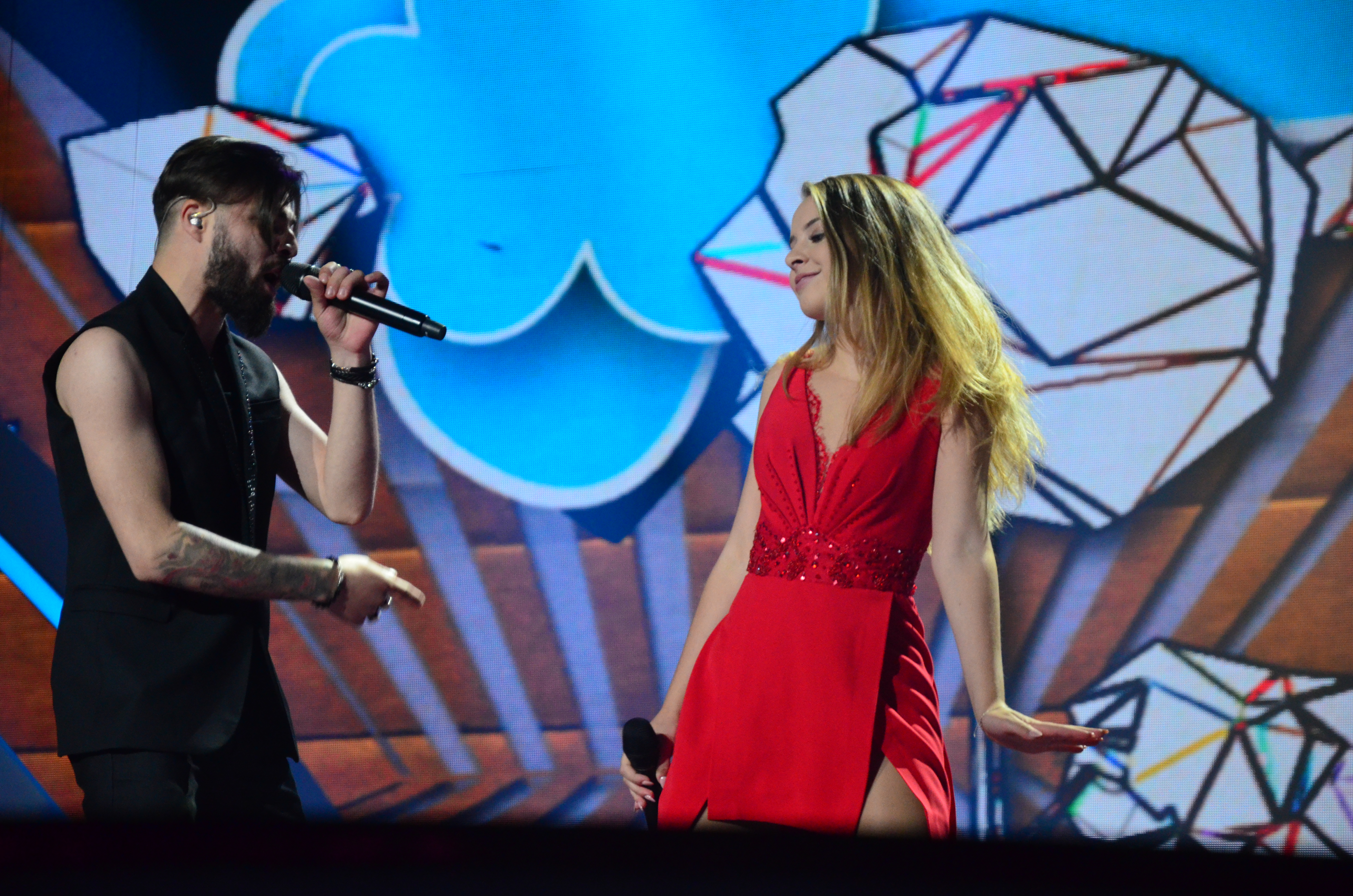
Ilinca feat. Alex Florea em Kiev (2017)
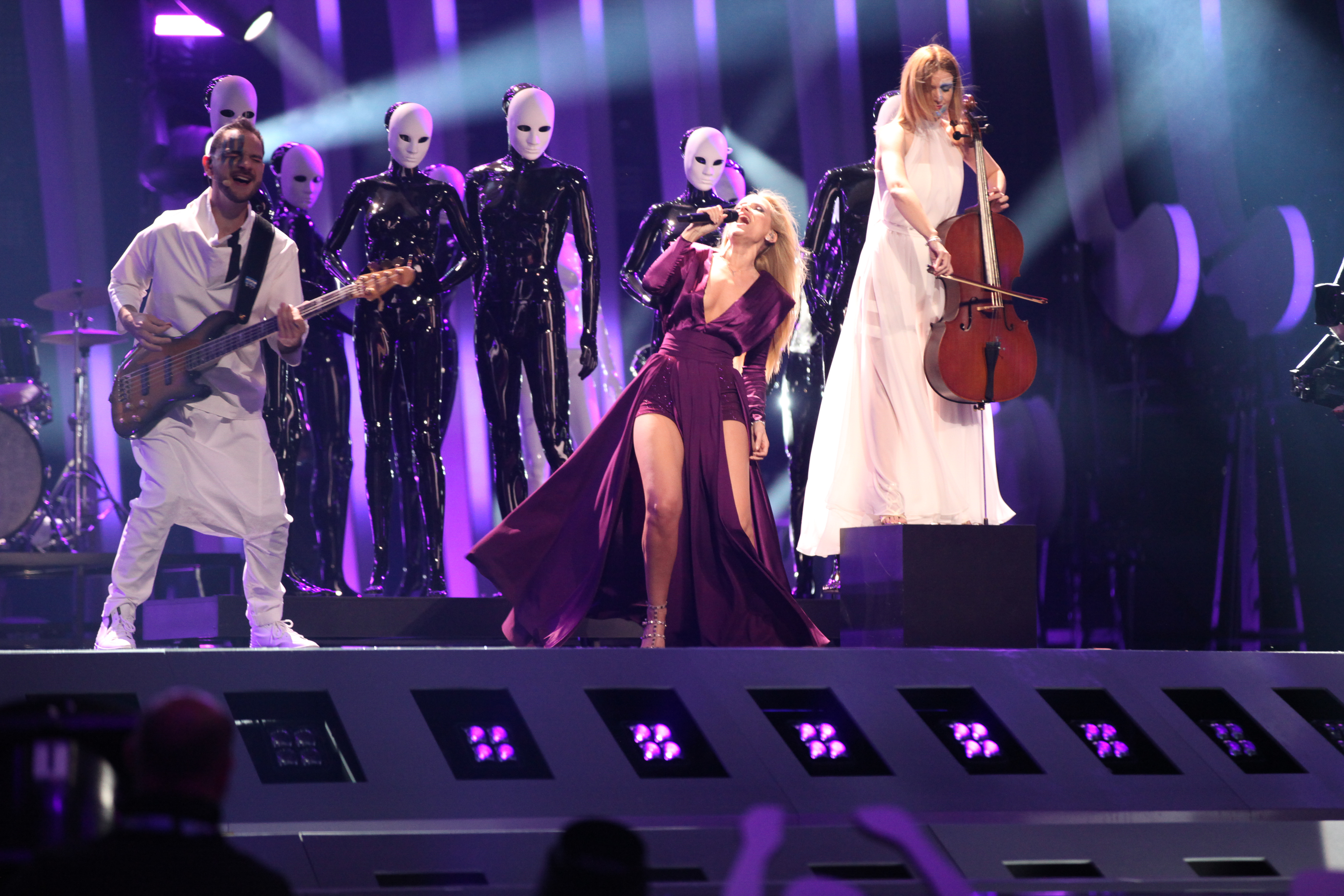
The Humans em Lisboa (2018)

## Participações
Legenda
     Vencedor
     2.º lugar
     3.º lugar
     Pontuação Nula ("Null Points")/Último Lugar
     Melhor classificação (fora do top 3)
     Qualificação para a final (fora do top 3)
     País-anfitrião
     Desclassificado
| #   | Ano             | Artista                      | Canção                                            | Língua                                                | Final                    | Pontos                   | Semi                     | Pontos                   |
| --- | --------------- | ---------------------------- | ------------------------------------------------- | ----------------------------------------------------- | ------------------------ | ------------------------ | ------------------------ | ------------------------ |
|     | Ljubljana 1993  | Dida Drăgan                  | "Nu pleca" Não vás embora                         | Romeno                                                | Não se qualificou        | Não se qualificou        | 7º                       | 38                       |
| 1º  | Dublin 1994     | Dan Bittman                  | "Dincolo de nori" Para além das nuvens            | Romeno                                                | 21º                      | 14                       | Sem semi-finais          | Sem semi-finais          |
|     | Dublin 1995     | Não participou               | Não participou                                    | Não participou                                        | Não participou           | Não participou           | Não participou           | Não participou           |
|     | Oslo 1996       | Monica Anghel & Sincron      | "Rugă pentru pacea lumii" Oração pela paz mundial | Romeno                                                | Não se qualificou        | Não se qualificou        | 29º                      | 11                       |
|     | Dublin 1997     | Não participou               | Não participou                                    | Não participou                                        | Não participou           | Não participou           | Não participou           | Não participou           |
| 2º  | Birmingham 1998 | Mălina Olinescu              | "Eu cred" Eu acredito                             | Romeno                                                | 22º                      | 6                        | Sem semi-finais          | Sem semi-finais          |
|     | Jerusalém 1999  | Não participou               | Não participou                                    | Não participou                                        | Não participou           | Não participou           | Não participou           | Não participou           |
| 3º  | Estocolmo 2000  | Taxi                         | "The Moon" A Lua                                  | Inglês                                                | 17º                      | 25                       | Sem semi-finais          | Sem semi-finais          |
|     | Copenhaga 2001  | Não participou               | Não participou                                    | Não participou                                        | Não participou           | Não participou           | Não participou           | Não participou           |
| 4º  | Tallinn 2002    | Monica Anghel & Marcel Pavel | "Tell Me Why" Diz-me Porquê                       | Inglês                                                | 9º                       | 71                       | Sem semi-finais          | Sem semi-finais          |
| 5º  | Riga 2003       | Nicoleta                     | "Don't Break My Heart" Não partas o meu coração   | Inglês                                                | 10º                      | 73                       | Sem semi-finais          | Sem semi-finais          |
| 6º  | Istambul 2004   | Sanda Ladoşi                 | "I Admit" Eu admito                               | Inglês                                                | 18º                      | 18                       | Top 11 no ano anterior   | Top 11 no ano anterior   |
| 7º  | Kiev 2005       | Luminiţa Anghel & Sistem     | "Let Me Try" Deixa-me tentar                      | Inglês                                                | 3º                       | 158                      | 1º                       | 235                      |
| 8º  | Atenas 2006     | Mihai Trăistariu             | "Tornerò" Eu regressarei                          | Inglês & Italiano                                     | 4º                       | 172                      | Top 11 no ano anterior   | Top 11 no ano anterior   |
| 9º  | Helsínquia 2007 | Todomondo                    | "Liubi, Liubi, I Love You" Amor, amor, amo-te     | Inglês, Italiano, Castelhano, Russo, Francês & Romeno | 13º                      | 84                       | Top 10 no ano anterior   | Top 10 no ano anterior   |
| 10º | Belgrado 2008   | Nico & Vlad                  | "Pe-o margine de lume" No Fim do Mundo            | Romeno & Italiano                                     | 20º                      | 45                       | 7º                       | 94                       |
| 11º | Moscovo 2009    | Elena Gheorghe               | "The Balkan Girls" As Raparigas Balcãs            | Inglês                                                | 19º                      | 40                       | 9º                       | 67                       |
| 12º | Oslo 2010       | Paula Seling & Ovi           | "Playing With Fire" A brincar com o fogo          | Inglês                                                | 3º                       | 162                      | 4º                       | 104                      |
| 13º | Düsseldorf 2011 | Hotel FM                     | "Change" Mudança                                  | Inglês                                                | 17º                      | 77                       | 4º                       | 111                      |
| 14º | Baku 2012       | Mandinga                     | "Zaleilah"                                        | Castelhano & Inglês                                   | 12º                      | 71                       | 3º                       | 120                      |
| 15º | Malmö 2013      | Cezar                        | "It's My Life" É a minha vida                     | Inglês                                                | 13º                      | 65                       | 5º                       | 83                       |
| 16º | Copenhaga 2014  | Paula Seling & Ovi           | "Miracle" Milagre                                 | Inglês                                                | 12º                      | 72                       | 2º                       | 125                      |
| 17º | Viena 2015      | Voltaj                       | "De la capăt (All Over Again)" De novo            | Romeno & Inglês                                       | 15º                      | 35                       | 5º                       | 89                       |
|     | Estocolmo 2016  | Ovidiu Anton                 | "Moment of Silence" Momento de Silêncio           | Inglês                                                | Desclassificado          | Desclassificado          | Desclassificado          | Desclassificado          |
| 18º | Kiev 2017       | Ilinca feat. Alex Florea     | "Yodel It!" Iodele!                               | Inglês                                                | 7º                       | 282                      | 6º                       | 174                      |
| 19º | Lisboa 2018     | The Humans                   | "Goodbye" Adeus                                   | Inglês                                                | Não se qualificou        | Não se qualificou        | 11º                      | 107                      |
| 20º | Tel Aviv 2019   | Ester Peony                  | "On a Sunday" Num domingo                         | Inglês                                                | Não se qualificou        | Não se qualificou        | 13º                      | 71                       |
|     | Roterdão 2020   | Roxen                        | "Alcohol You" Alcoolizar-te                       | Inglês                                                | A edição não se realizou | A edição não se realizou | A edição não se realizou | A edição não se realizou |
| 21º | Roterdão 2021   | Roxen                        | "Amnesia"                                         | Inglês                                                | Não se qualificou        | Não se qualificou        | 12º                      | 85                       |
| 22º | Turim 2022      | WRS                          | "Llamame" Chama-me                                | Inglês & Castelhano                                   | 18º                      | 65                       | 9º                       | 118                      |
| 23º | Liverpool 2023  | Theodor Andrei               | "D.G.T. (Off and On)" Dedos (às vezes)            | Romeno & Inglês                                       | Não se qualificou        | Não se qualificou        | 15º                      | 0                        |

| Ano             | Artista                  | Canção                         | Final             | Final             | Final             | Final             | Final             | Final             | Semi            | Semi            | Semi            | Semi            | Semi | Semi   |
| Ano             | Artista                  | Canção                         | Tlv.              | Pontos            | Júri              | Pontos            | Cl.               | Pontos            | Tlv.            | Pontos          | Júri            | Pontos          | Cl.  | Pontos |
| --------------- | ------------------------ | ------------------------------ | ----------------- | ----------------- | ----------------- | ----------------- | ----------------- | ----------------- | --------------- | --------------- | --------------- | --------------- | ---- | ------ |
| Moscovo 2009    | Elena Gheorghe           | "The Balkan Girls"             | 14º               | 64                | 21º               | 31                | 19º               | 40                | Apenas televoto | Apenas televoto | Apenas televoto | Apenas televoto | 9º   | 67     |
| Oslo 2010       | Paula Seling & Ovi       | "Playing With Fire"            | 6º                | 155               | 3º                | 167               | 3º                | 162               | 3º              | 113             | 8º              | 80              | 4º   | 104    |
| Düsseldorf 2011 | Hotel FM                 | "Change"                       | 14º               | 79                | 13º               | 86                | 17º               | 77                | 3º              | 121             | 5º              | 85              | 4º   | 111    |
| Baku 2012       | Mandinga                 | "Zaleilah"                     | 7º                | 117               | 20º               | 53                | 12º               | 71                | 2º              | 132             | 5º              | 87              | 3º   | 120    |
| Malmö 2013      | Cezar                    | "It's My Life"                 | 7º                | 7.49              | 24º               | 17.82             | 13º               | 65                | 1º              | 4.78            | 13º             | 9.70            | 5º   | 83     |
| Copenhaga 2014  | Paula Seling & Ovi       | "Miracle"                      | 9º                | 103               | 17º               | 51                | 12º               | 72                | 2º              | 126             | 5º              | 99              | 2º   | 125    |
| Viena 2015      | Voltaj                   | "De la capăt (All Over Again)" | 12º               | 69                | 23º               | 21                | 15º               | 35                | 5º              | 96              | 7º              | 67              | 5º   | 89     |
| Kiev 2017       | Ilinca feat. Alex Florea | "Yodel It!"                    | 5º                | 224               | 15º               | 58                | 7º                | 282               | 3º              | 148             | 15º             | 26              | 6º   | 174    |
| Lisboa 2018     | The Humans               | "Goodbye"                      | Não se qualificou | Não se qualificou | Não se qualificou | Não se qualificou | Não se qualificou | Não se qualificou | 13º             | 40              | 9º              | 67              | 11º  | 107    |
| Tel Aviv 2019   | Ester Peony              | "On a Sunday"                  | Não se qualificou | Não se qualificou | Não se qualificou | Não se qualificou | Não se qualificou | Não se qualificou | 14º             | 24              | 10º             | 47              | 13º  | 71     |
| Roterdão 2021   | Roxen                    | "Amnesia"                      | Não se qualificou | Não se qualificou | Não se qualificou | Não se qualificou | Não se qualificou | Não se qualificou | 12º             | 27              | 9º              | 58              | 12º  | 85     |
| Turim 2022      | WRS                      | "Llamame"                      | 13º               | 53                | 21º               | 12                | 18º               | 65                | 5º              | 100             | 14º             | 18              | 9º   | 118    |
| Liverpool 2023  | Theodor Andrei           | "D.G.T. (Off and On)"          | Não se qualificou | Não se qualificou | Não se qualificou | Não se qualificou | Não se qualificou | Não se qualificou | Apenas televoto | Apenas televoto | Apenas televoto | Apenas televoto | 15º  | 0      |

## Comentadores e porta-vozes
| Ano(s) | Televisão          | Televisão                    | Votação              | Votação          | Votação        | Votação                 | Ref.                 |
| Ano(s) | Comentador(es)     | Comentador(es) secundários   | Porta-voz            | Idioma utilizado | Cidade         | Plano de fundo          | Ref.                 |
| ------ | ------------------ | ---------------------------- | -------------------- | ---------------- | -------------- | ----------------------- | -------------------- |
| 1965   | Desconhecido       | Sem comentadores secundários | Não participou       | Não participou   | Não participou | Não participou          | [ 2 ]                |
| 1966   | Desconhecido       | Sem comentadores secundários | Não participou       | Não participou   | Não participou | Não participou          | [ 3 ]                |
| 1967   | Não transmitiu     | Não transmitiu               | Não participou       | Não participou   | Não participou | Não participou          |                      |
| 1968   | Desconhecido       | Sem comentadores secundários | Não participou       | Não participou   | Não participou | Não participou          | [ 4 ]                |
| 1969   | Desconhecido       | Sem comentadores secundários | Não participou       | Não participou   | Não participou | Não participou          | [ 5 ]                |
| 1970   | Desconhecido       | Sem comentadores secundários | Não participou       | Não participou   | Não participou | Não participou          | [ 6 ]                |
| 1971   | Desconhecido       | Sem comentadores secundários | Não participou       | Não participou   | Não participou | Não participou          | [ 7 ]                |
| 1972   | Não transmitiu     | Não transmitiu               | Não participou       | Não participou   | Não participou | Não participou          |                      |
| 1973   | Desconhecido       | Sem comentadores secundários | Não participou       | Não participou   | Não participou | Não participou          | [ 8 ]                |
| 1974   | Desconhecido       | Sem comentadores secundários | Não participou       | Não participou   | Não participou | Não participou          | [ 9 ]                |
| 1975   | Não transmitiu     | Não transmitiu               | Não participou       | Não participou   | Não participou | Não participou          |                      |
| 1976   | Não transmitiu     | Não transmitiu               | Não participou       | Não participou   | Não participou | Não participou          |                      |
| 1977   | Desconhecido       | Sem comentadores secundários | Não participou       | Não participou   | Não participou | Não participou          | [ 10 ]               |
| 1978   | Não transmitiu     | Não transmitiu               | Não participou       | Não participou   | Não participou | Não participou          |                      |
| 1979   | Desconhecido       | Sem comentadores secundários | Não participou       | Não participou   | Não participou | Não participou          | [ 11 ]               |
| 1980   | Não transmitiu     | Não transmitiu               | Não participou       | Não participou   | Não participou | Não participou          |                      |
| 1981   | Desconhecido       | Sem comentadores secundários | Não participou       | Não participou   | Não participou | Não participou          | [ 12 ]               |
| 1982   | Não transmitiu     | Não transmitiu               | Não participou       | Não participou   | Não participou | Não participou          |                      |
| 1983   | Não transmitiu     | Não transmitiu               | Não participou       | Não participou   | Não participou | Não participou          |                      |
| 1984   | Não transmitiu     | Não transmitiu               | Não participou       | Não participou   | Não participou | Não participou          |                      |
| 1985   | Não transmitiu     | Não transmitiu               | Não participou       | Não participou   | Não participou | Não participou          |                      |
| 1986   | Não transmitiu     | Não transmitiu               | Não participou       | Não participou   | Não participou | Não participou          |                      |
| 1987   | Não transmitiu     | Não transmitiu               | Não participou       | Não participou   | Não participou | Não participou          |                      |
| 1988   | Não transmitiu     | Não transmitiu               | Não participou       | Não participou   | Não participou | Não participou          |                      |
| 1989   | Não transmitiu     | Não transmitiu               | Não participou       | Não participou   | Não participou | Não participou          |                      |
| 1990   | Não transmitiu     | Não transmitiu               | Não participou       | Não participou   | Não participou | Não participou          |                      |
| 1991   | Desconhecido       | Sem comentadores secundários | Não participou       | Não participou   | Não participou | Não participou          | [ 13 ]               |
| 1992   | Não transmitiu     | Não transmitiu               | Não participou       | Não participou   | Não participou | Não participou          |                      |
| 1993   | Doina Caramzulescu | Sem comentadores secundários | Não participou       | Não participou   | Não participou | Não participou          |                      |
| 1994   | Gabriela Cristea   | Sem comentadores secundários | Cristina Țopescu     | Inglês           | Bucareste      | Ateneu Romeno           | [ 14 ]               |
| 1995   | Não transmitiu     | Não transmitiu               | Não participou       | Não participou   | Não participou | Não participou          |                      |
| 1996   | Doina Caramzulescu | Costin Grigore               | Não participou       | Não participou   | Não participou | Não participou          |                      |
| 1997   | Doina Caramzulescu | Costin Grigore               | Não participou       | Não participou   | Não participou | Não participou          |                      |
| 1998   | Leonard Miron      | Sem comentadores secundários | Anca Țurcașiu        | Inglês           | Bucareste      | Estúdios da TVR         | [ 15 ]               |
| 1999   | Leonard Miron      | Sem comentadores secundários | Não participou       | Não participou   | Não participou | Não participou          | [ 15 ]               |
| 2000   | Leonard Miron      | Sem comentadores secundários | Andreea Marin        | Inglês           | Bucareste      | Panorama da cidade      | [ 15 ]               |
| 2001   | Leonard Miron      | Andreea Marin                | Não participou       | Não participou   | Não participou | Não participou          | [ 15 ]               |
| 2002   | Andreea Demirgian  | Sem comentadores secundários | Leonard Miron        | Inglês           | Bucareste      | Panorama da cidade      |                      |
| 2003   | Andreea Demirgian  | Sem comentadores secundários | Leonard Miron        | Inglês           | Bucareste      | Fonte da Universidade   |                      |
| 2004   | Andreea Demirgian  | Sem comentadores secundários | Andreea Marin        | Inglês           | Bucareste      | Panorama da cidade      |                      |
| 2005   | Andreea Demirgian  | Sem comentadores secundários | Berti Barbera        | Inglês           | Bucareste      | Panorama da cidade      |                      |
| 2006   | Andreea Demirgian  | Sem comentadores secundários | Andreea Marin Bănică | Inglês           | Bucareste      | Panorama da cidade      |                      |
| 2007   | Andreea Demirgian  | Sem comentadores secundários | Andreea Marin Bănică | Inglês           | Bucareste      | Panorama da cidade      |                      |
| 2008   | Andreea Demirgian  | Leonard Miron                | Alina Sorescu        | Inglês           | Bucareste      | Palácio do Parlamento   | [ 15 ]               |
| 2009   | Ioana Isopescu     | Alexandru Nagy               | Alina Sorescu        | Inglês           | Bucareste      | Palácio do Parlamento   |                      |
| 2010   | Leonard Miron      | Gianina Corondan             | Malvina Cservenschi  | Inglês           | Bucareste      | Palácio do Parlamento   | [ 15 ] [ 16 ]        |
| 2011   | Liana Stanciu      | Bogdan Pavlică               | Malvina Cservenschi  | Inglês           | Bucareste      | Palácio do Parlamento   | [ 16 ]               |
| 2012   | Leonard Miron      | Gianina Corondan             | Paula Seling         | Inglês           | Bucareste      | Palácio do Parlamento   | [ 15 ] [ 17 ]        |
| 2013   | Liana Stanciu      | Sem comentadores secundários | Sonia Argint-Ionescu | Inglês           | Bucareste      | Palácio do Parlamento   | [ 18 ] [ 19 ] [ 20 ] |
| 2014   | Bogdan Stănescu    | Sem comentadores secundários | Sonia Argint-Ionescu | Inglês           | Bucareste      | Palácio do Parlamento   | [ 20 ] [ 21 ]        |
| 2015   | Bogdan Stănescu    | Sem comentadores secundários | Sonia Argint-Ionescu | Inglês           | Bucareste      | Panorama da cidade      | [ 20 ] [ 22 ]        |
| 2016   | Não transmitiu     | Não transmitiu               | Não participou       | Não participou   | Não participou | Não participou          | [ 23 ]               |
| 2017   | Liana Stanciu      | Radu Andrei Tudor            | Sonia Argint-Ionescu | Inglês           | Bucareste      | Arco do Triunfo         | [ 20 ] [ 24 ] [ 25 ] |
| 2018   | Liliana Ștefan     | Radu Andrei Tudor            | Sonia Argint-Ionescu | Inglês           | Bucareste      | Palácio do Parlamento   | [ 20 ] [ 26 ]        |
| 2019   | Liana Stanciu      | Bogdan Stănescu              | Ilinca               | Inglês           | Bucareste      | Fonte da Praça da União | [ 27 ] [ 28 ]        |
| 2021   | Bogdan Stănescu    | Sem comentadores secundários | Cătălina Ponor       | Inglês           | Bucareste      |                         | [ 29 ] [ 30 ]        |
| 2022   |                    |                              |                      |                  |                |                         |                      |

## Maestros
| Ano(s)                      | Maestro                        |
| --------------------------- | ------------------------------ |
| Kvalifikacija za Millstreet | George Natsis                  |
| 1994                        | Noel Kelehan                   |
| 1995                        | Não participou                 |
| 1996                        | Não se qualificou para a final |
| 1997                        | Não participou                 |
| 1998                        | Adrian Romcescu                |